# Symfonie nr. 3 (Saint-Saëns)
De Symfonie nr. 3 in c-mineur, opus 78, ook bekend als de Orgelsymfonie, is een orkestwerk van de Franse componist Camille Saint-Saëns.
Hoewel de Nederlandse bijnaam suggereert dat dit werk een orgelsymfonie (voor orgelsolo) zou zijn, is dit niet het geval. Saint-Saëns zelf noemde het een Symphonie avec orgue ("met orgel"). Het orgel speelt alleen mee in het tweede en vierde deel van de symfonie:
1. Adagio - Allegro moderato
2. Poco adagio
3. Allegro moderato - Presto
4. Maestoso

Saint-Saëns schreef de symfonie in opdracht van de Royal Philharmonic Society in Londen ter gelegenheid van hun 73e seizoen. Hij droeg het werk op aan zijn net overleden goede vriend Franz Liszt. De symfonie heeft een duur van 35 minuten.

## De muziek

### 1. Adagio - Allegro moderato
Het eerste deel begint langzaam en aarzelend, waarna de sfeer energieker wordt wanneer de pauken en strijkers de symfonie openen. De houtblazers spelen contrasterende dalende en stijgende melodieën. De openingssectie wordt herhaald en uitgewerkt, waarna de muziek wat ingetogener wordt ter voorbereiding op het vredigere Poco adagio

### 2. Poco adagio
In het Poco adagio valt voor het eerst het orgel te horen in een begeleidende stem. De expressieve openingsmelodie wordt gespeeld door de complete strijkerssectie, met uitzondering van de contrabassen. De violen spelen later een variatie op dit thema. Ter afsluiting wordt het thema gespeeld door het orgel, begeleid door pizzicato spelende strijkers.

### 3. Allegro moderato - Presto
De onrust van het eerste deel keert terug. Vooral de blazerssectie heeft een prominente rol. De piano komt hier voor het eerst aan bod met een aantal stijgende toonladders. Bij de herhaling van het presto komt een nieuw thema naar voren dat gespeeld wordt door de koperinstrumenten en de strijkers. Hier lijkt enige frictie in samenklank te ontstaan. De rust keert geleidelijk terug.

### 4. Maestoso
Een vol akkoord op het orgel kondigt het Maestoso aan. Strijkers en piano spelen een vloeiend thema, dat door het orgel wordt herhaald met begeleiding van het volle orkest. Een vrolijke stemming overheerst. Tegen het einde van het vierde deel neemt het tempo en de spanning toe. Het korte sluitstuk met uitgebreide toonladders van strijkers en houtblazers besluit het stuk in volle glorie.

### Thema
Het thema dat door de gehele symfonie heen klinkt en vooral in het Maestoso (in majeur) breed naar voren komt (E-D-E-C-D-E-G-A-G), is afgeleid van het in kleine terts geschreven Dies Irae, Dies Illa (Es-D-Es-C-D-Bes-C-C) uit de rooms-katholieke dodenmis. De keuze van dit thema - in 1874 verwerkt in zijn symfonisch gedicht Danse Macabre - kan geïnspireerd zijn door het overlijden van Liszt, die zelf zijn Totentanz voor piano en orkest op het Dies Irae baseerde.

## Bezetting
De symfonie is geschreven voor een orkestbezetting bestaande uit drie fluiten (waaronder één piccolo), twee hobo's, althobo, twee klarinetten, basklarinet, twee fagotten, contrafagot, vier hoorns, drie trompetten, drie trombones, tuba, pauken, triangel, bekkens, grote trom, strijkers (eerste viool, tweede viool, altviool, cello, contrabas), piano (twee- en vierhandig) en orgel.

## Afgeleide muziek
Het in majeur optredende Dies Irae-thema uit het vierde deel is de basis van de popsong If I had words van Scott Fitzgerald en Yvonne Keeley uit 1977.